# 2558 Viv
2558 Viv là một tiểu hành tinh vành đai chính với chu kỳ quỹ đạo là 1204.8253254 ngày (3.30 năm).
Nó được phát hiện ngày 16 tháng 9 năm 1981.